# Trite urvillei
Trite urvillei là một loài nhện trong họ Salticidae.
Loài này thuộc chi Trite. Trite urvillei được Raymond Comte de Dalmas miêu tả năm 1917.